# Indosylvirana intermedia
Espèce
Synonymes
- Rana intermedius Rao, 1937
- Hylarana intermedia (Rao, 1937)

Indosylvirana intermedia est une espèce d'amphibiens de la famille des Ranidae.

## Répartition
Cette espèce est endémique d'Inde. Elle se rencontre au Kerala dans les districts de Wayanad et de Kozhikode et au Karnataka dans les districts de Hassan, de Kodagu, de Shimoga et de Dakshina Kannada entre 8 et 1 183 m d'altitude dans les Ghâts occidentaux.

## Description
Les mâles étudiés par Biju et al. en 2014 mesurent de 33,0 à 41,6 mm et les femelles de 42,0 à 48,1 mm.

## Publication originale
- Rao, 1937 : On some new forms of Batrachia from south India. Proceedings of the Indian Academy of Sciences, sér. B, vol. 6, p. 387-427.